# Une femme survint
Pour les articles homonymes, voir Flesh.

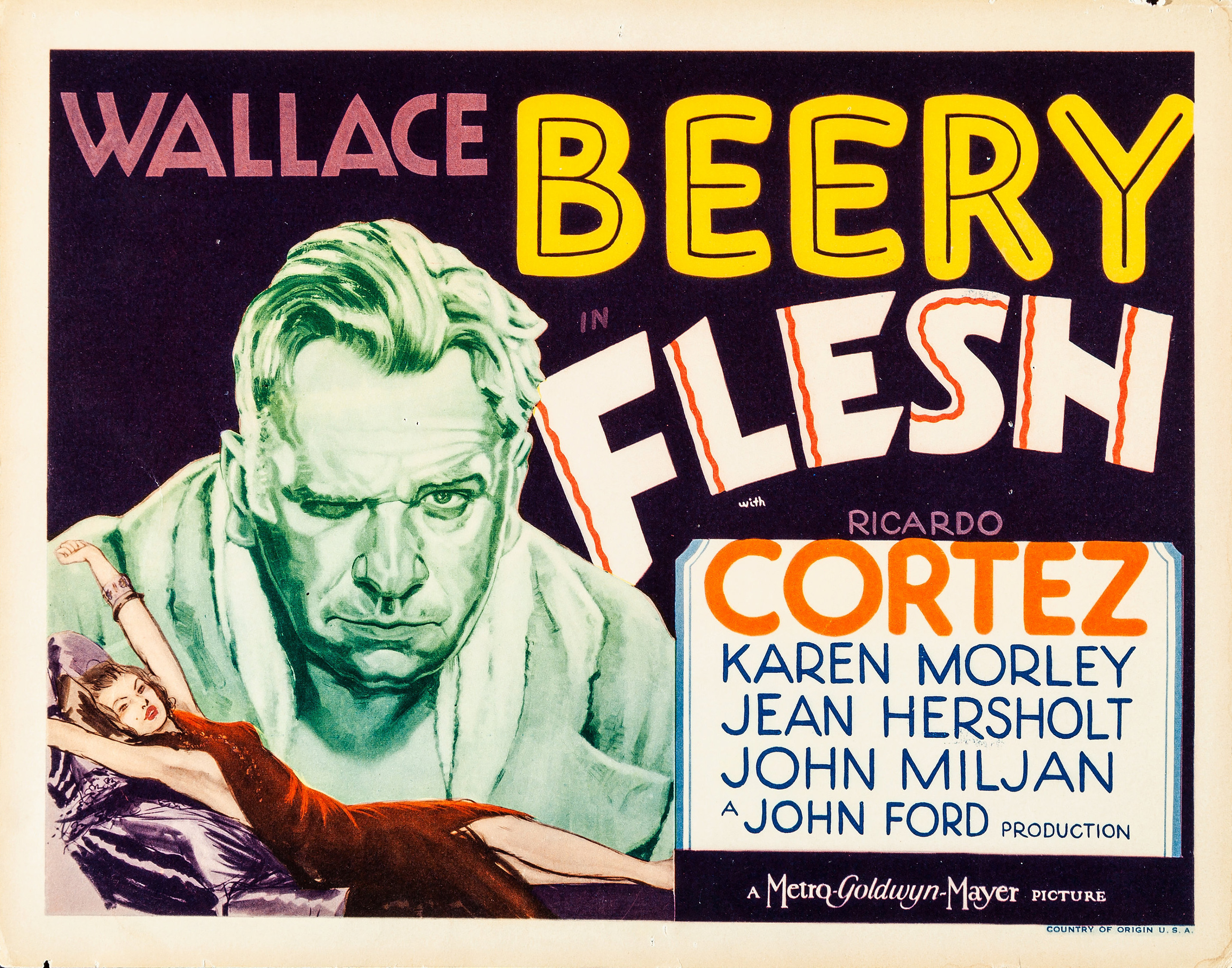
Carte promotionnelle pour le film.

Une femme survint (Flesh) est un film américain réalisé par John Ford, sorti en 1932.

## Synopsis
Un boxeur allemand part combattre aux États-Unis. Mais il est abusé par son manager qui est l'amant de la femme qu'il aime...

## Fiche technique
- Titre : Une femme survint
- Titre original : Flesh
- Réalisation : John Ford
- Assistant réalisateur : Dave Taggart
- Scénario : Leonard Praskins Edgar Allan Woolf, Milton Raison et William Faulkner d'après une histoire d'Edmund Goulding
- Dialoques : Moss Hart
- Production : John Ford et John W. Considine Jr. pour la MGM
- Musique : Alfred Newman
- Photographie : Arthur Edeson
- Direction artistique : Cedric Gibbons
- Montage : William S. Gray
- Pays d'origine : États-Unis
- Format : Noir et blanc - Mono - 35 mm
- Genre : Drame
- Durée : 95 minutes
- Date de sortie : 1932
- Affiche : Roland Coudon (France)

## Distribution
- Wallace Beery : Polakai
- Ricardo Cortez : Nicky
- Karen Morley : Laura
- Jean Hersholt : Mr. Herman
- John Miljan : Willard
- Herman Bing : Pepi - maître d'hôtel
- Vince Barnett : Karl - un serveur
- Greta Meyer : Mrs. Herman
- Edward Brophy : Dolan - un arbitre
- Ward Bond : Muscles Manning (non crédité)
- Joe Caits : arbitre (non crédité)
- Mike Donlin : Mike - Man in Gym (non crédité)
- Jack Herrick : boxeur (non crédité)
- Hans Joby : Hans - serveur (non crédité)
- Wilbur Mack : un des aides de Willard (non crédité)
- Jerry Mandy : entraineur (non crédité)
- Larry McGrath : arbitre (non crédité)
- Nat Pendleton : lutteur
- Frank Reicher : le directeur de la prison
- Charles Sullivan : un boxeur (non crédité)
- Monte Vandergrift : reporteur sportif
- Charles Williams : reporteur sportif
- Wladek Zbyszklo : Zbyszko, adversaire de Polakai aux États-Unis (non crédité)

## Autour du film
- Tournage du 26 septembre à la fin octobre 1932
- Edmund Goulding, Raoul Walsh et Robert Z. Leonard avaient été pressentis pour réaliser le film.
- La participation de William Faulkner au scénario est remise en cause par Bruce F. Kawin (Faulkner and Film, Frederick Ungar Publishing, New York, 1977).
- Recettes américaines : 850 000 dollars.
- C'est le premier film réalisé par Ford pour la MGM.
- Ford retrouve une nouvelle fois le climat de l'Allemagne et de ses émigrants de ses films précédents (Four Sons, Riley the Cop...). Cette fois-ci l'Allemagne est présentée comme idyllique en comparaison avec une Amérique plus ambiguë où règne la corruption et le mensonge.